# Natasia Demetriou
Natasia Charlotte Demetriou (Londres, 15 de enero de 1984) es una actriz, comediante y guionista británica de origen anglo-chipriota. Es más conocida por sus papeles como Nadja en el falso documental What We Do in the Shadows (2019–2024), como Sophie en la sitcom Stath Lets Flats (2018–2021) y por su aparición en otras producciones de cine y televisión como Eurovision Song Contest: The Story of Fire Saga y Urban Myths.
En 2020 fue nominada en la categoría de mejor actuación en un programa de comedia por su participación en la serie Stath Lets Flats, de Channel 4.

## Filmografía

### Cine
| Año  | Título                                          | Papel      | Notas        |
| ---- | ----------------------------------------------- | ---------- | ------------ |
| 2014 | Swag                                            | Oficinista | Cortometraje |
| 2014 | Intervention                                    | Nicole     | Cortometraje |
| 2018 | The Festival                                    | Smurf      |              |
| 2018 | Man of the Hour                                 | Christina  | Cortometraje |
| 2020 | Eurovision Song Contest: The Story of Fire Saga | Nina       |              |
| 2023 | Teenage Mutant Ninja Turtles: Mutant Mayhem     | Wingnut    |              |
| 2023 | La elefanta del mago                            | Adivina    |              |

### Televisión
| Año       | Título                          | Papel                  | Notas           |
| --------- | ------------------------------- | ---------------------- | --------------- |
| 2012      | Dr. Brown                       | Varios papeles         |                 |
| 2014      | Live at the Electric            | Linda                  | 3 episodios     |
| 2014      | Badults                         | Reloj / Esquimal       | 1 episodio      |
| 2014–2015 | BBC Comedy Feeds                | Varios papeles         | 2 episodios     |
| 2015      | Funeral                         | Mujer de luto          |                 |
| 2015      | Top Coppers                     | Gail                   | 2 episodios     |
| 2015      | Lolly Adefope's Christmas       | Mara                   | Telefilme       |
| 2016      | @elevenish                      | Varios papeles         | 11 episodios    |
| 2016      | Harry Hill's Tea Time           | Monja                  | 1 episodio      |
| 2016      | Morgana Robinson's the Agency   | Recepcionista          | 2 episodios     |
| 2016      | Halloween Comedy Shorts         | Lucy                   | 1 episodio      |
| 2016      | Year Friends                    | Tash                   | 12 episodios    |
| 2016–2019 | 8 Out of 10 Cats Does Countdown | Ella misma             | 2 episodios     |
| 2017      | Liam Williams' Valentine        | Nancy                  | Telefilme       |
| 2017      | Comedy Playhouse                | Jen                    | 1 episodio      |
| 2017–2018 | Sick Note                       | Chadwick               | 2 episodios     |
| 2018      | Pls Like                        | Tingle Maid            | 3 episodios     |
| 2018      | Comedy Blaps                    | Brenda                 | 1 episodio      |
| 2018      | Dara O Briain's Go 8 Bit        | Ella misma             | 1 episodio      |
| 2018–2021 | Stath Lets Flats                | Sophie                 | 11 episodios    |
| 2019–2020 | 8 Out of 10 Cats                | Ella misma             | 2 episodios     |
| 2019      | The Road to Brexit              | Jemima Codex-Forrester | Telefilme       |
| 2019      | Urban Myths                     | Agnieszka              | 1 episodio      |
| 2019      | CelebAbility                    | Ella misma             | 1 episodio      |
| 2019–2024 | What We Do in the Shadows       | Nadja                  | Papel principal |
| 2020      | The Big Flower Fight            | Ella misma             | 8 episodios     |
| 2022      | ¡El show de Cuphead!            | Cala Maria (voz)       | 2 episodios     |